# 多田芝麻蝸牛
多田芝麻蝸牛（学名：Diplommatina tadai）为芝麻蝸牛科芝麻蝸牛屬下的一个种。該物種主要分佈於台灣新竹縣五峰鄉五指山等地。該物種的名字來自於物種的採集者多田昭。